# Proagonistes flammipennis
Proagonistes flammipennis är en tvåvingeart som beskrevs av Tsacas och Menier 1979. Proagonistes flammipennis ingår i släktet Proagonistes och familjen rovflugor. Inga underarter finns listade i Catalogue of Life.